# Pierre Céloron de Blainville
Pour les articles homonymes, voir Famille Céloron de Blainville et Bienville (homonymie).
Pierre Joseph Céloron de Blainville (parfois appelé par confusion « Céloron de Bienville ») (1693-1759) était un officier et explorateur français, né en Nouvelle-France. Il commanda plusieurs forts français dans la région stratégique des grands lacs (le Fort Michillimakinac, le Fort du Détroit, le Fort Niagara). Il reste surtout connu pour son exploration de l'Ohio (1749), qu'il revendiqua au nom du roi de France. Cette expédition à la fois géographique et diplomatique s'inscrit dans les prémices de la Guerre de Sept Ans en Amérique du Nord.

## Biographie
Fils de Jean-Baptiste Céloron de Blainville, capitaine dans les troupes de la Marine, et d'Hélène Picoté de Belestre, Pierre Céloron de Blainville nait le 29 décembre 1693 à Ville-Marie (actuel Montréal). Il s'engage dans l'armée et devient à son tour officier : cadet en 1707, enseigne en 1712, enseigne en pied en 1715, lieutenant en 1731, capitaine en 1738.

### Débuts de carrière
Commandant de poste à Fort Michillimakinac de 1734 à 1742, il participe à la guerre contre les Chicachas de 1739-1740. C'est Jean-Baptiste Le Moyne de Bienville, gouverneur de la Louisiane, qui lance en 1739 une vaste campagne contre cette redoutable nation amérindienne plutôt pro-anglaise, et radicalement anti-française, connue aujourd'hui sous son nom anglais, les Chickasaw. Céloron de Blainville commande alors le détachement de l'Ouest, fort de 200 Canadiens, et de 300 Amérindiens, et c'est grâce à son action décisive que les Français évitent la défaite et parviennent à une paix négociée. Ses faits d'armes vaudront à Céloron de Blainville d'être décoré de la croix de Saint Louis en 1741.
En 1741, au grand regret des chefs Outaouais des environs de Fort Michillimakinac, il est nommé commandant du Fort du Détroit, où il se heurte aux négociants en fourrures, lesquels obtiennent du gouverneur de la Nouvelle-France, Charles de la Boische, marquis de Beauharnois, sa mutation à Fort Niagara, en 1744. Se heurtant là aussi aux négociants, il est rappelé à Québec en 1745, alors que la Troisième Guerre intercoloniale, volet américain de la guerre de Succession d'Autriche a commencé depuis un an.
La même année, le voilà bientôt commandant du Fort Saint-Frédéric, poste avancé de la ligne de défense française sur le lac Champlain.
Mais en 1748, à l'instigation d'Orontony, un chef huron de la région du Détroit, la révolte gronde chez les nations amérindiennes de l'Ouest, tentées de se rapprocher des Anglais et des Iroquois. Céloron de Blainville est dépêché sur place, et selon le nouveau gouverneur par intérim de la Nouvelle-France, Rolland-Michel Barrin, Comte de La Galissonière, les « sauvages », comme on disait alors, auraient été subjugués par le calme inflexible de Céloron de Blainville, lequel, on s'en souvient, avait jadis joui de leur confiance.

### Expédition de l'Oyo (Belle-Rivière, Ohio)

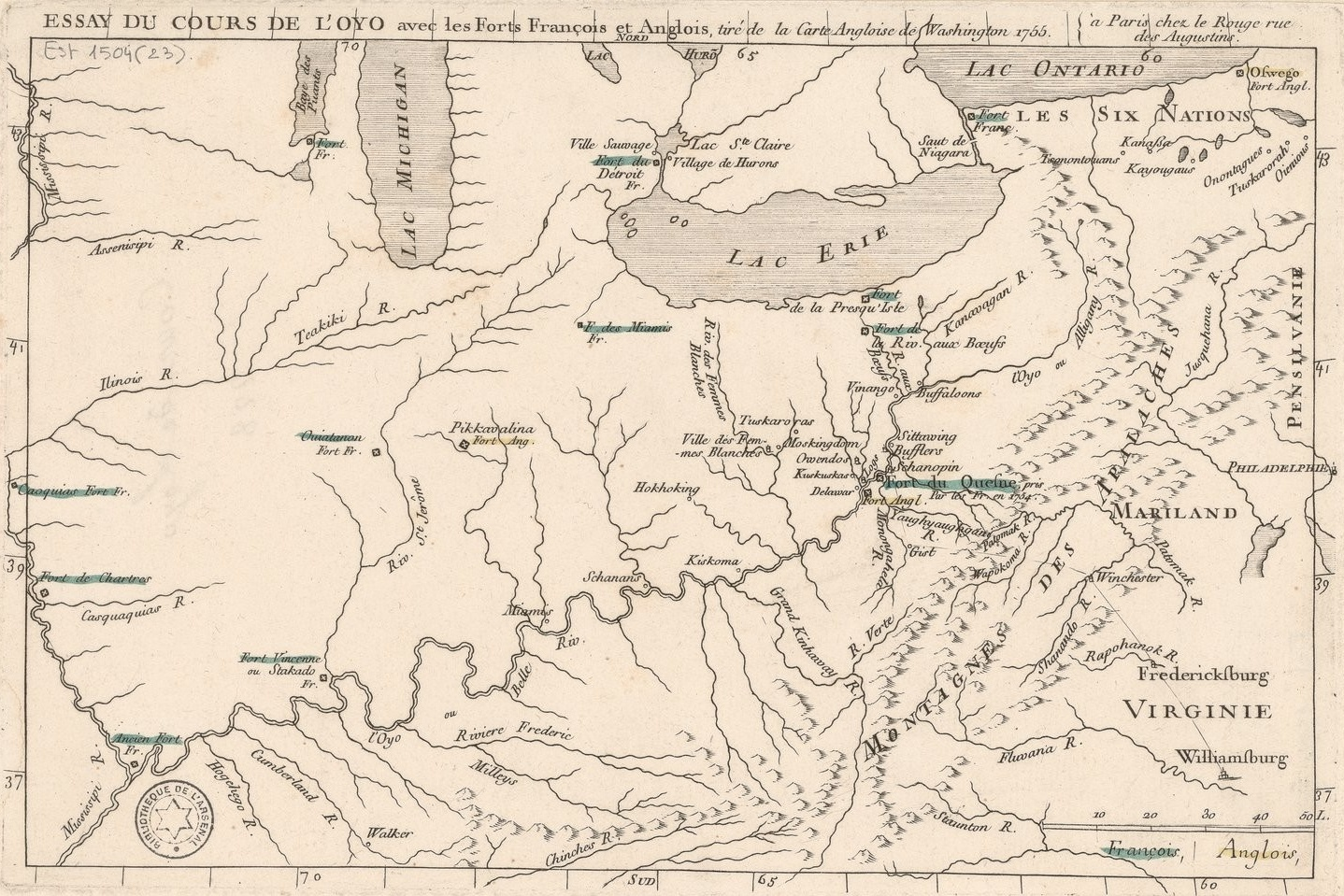
Carte de la vallée de l’Ohio en 1755. Surligné en bleu : les forts français ; surligné en jaune : les forts anglais.

En 1749, la guerre à peine achevée, Céloron de Blainville conduit une expédition sur le fleuve Ohio, appelé aussi à l'époque la Belle-Rivière, à la tête d'un peu plus de 200 hommes des troupes de la Marine et de la Milice Canadienne, et d'une cinquantaine d'alliés amérindiens, dans le but de chasser les négociants anglais de la région, et de punir Orontony.
En ce milieu du XVIIIe siècle, la Belle Rivière représente un enjeu stratégique et commercial où vont se cristalliser dramatiquement les rivalités franco-anglaises en Amérique du Nord. La vallée de l'Ohio représente en effet un axe stratégique majeur pour la Nouvelle-France, car elle est le seul lien terrestre reliant la Louisiane et la Nouvelle-France, en rejoignant plus facilement le Mississippi que par les Grands Lacs, tout en bloquant l'expansion des colonies anglaises vers l'Ouest. Pour les Anglais, ce territoire est justement une voie de pénétration vers l'intérieur du continent, permettant l'accès des négociants britanniques au marché des fourrures des Grands Lacs. Ces derniers ont d'ailleurs bousculé le monopole français à l'occasion de la récente guerre, en installant des postes de traite et en cassant les prix. Les spéculateurs fonciers de Virginie et de Pennsylvanie forment déjà des sociétés afin de mettre le territoire en coupe réglée. Quant aux puissants Iroquois, ces derniers considèrent les nations de la Vallée de l'Ohio comme des tribus clientes, c'est-à-dire vassales et voient d'un très mauvais œil toute prétention de la France dans ce secteur.
Céloron de Blainville et sa troupe quittent Montréal le 15 juin 1749, atteignent le lac Erié, via Niagara, puis empruntent le Portage des Français jusqu'au lac Chautauqua, d'où ils gagnent la rivière Allegheny, et enfin l'Ohio proprement dit jusqu'au confluent du fleuve et de la Rivière à la Roche (aujourd'hui Great Miami). Ils reprennent ensuite vers le nord, en septembre, et atteignent Fort Miami, poste avancé au sud du lac Erié, pour regagner Montréal en novembre, après un périple de cinq mois et 18 jours à travers une région hostile dont on ne possédait aucune carte avant leur passage.

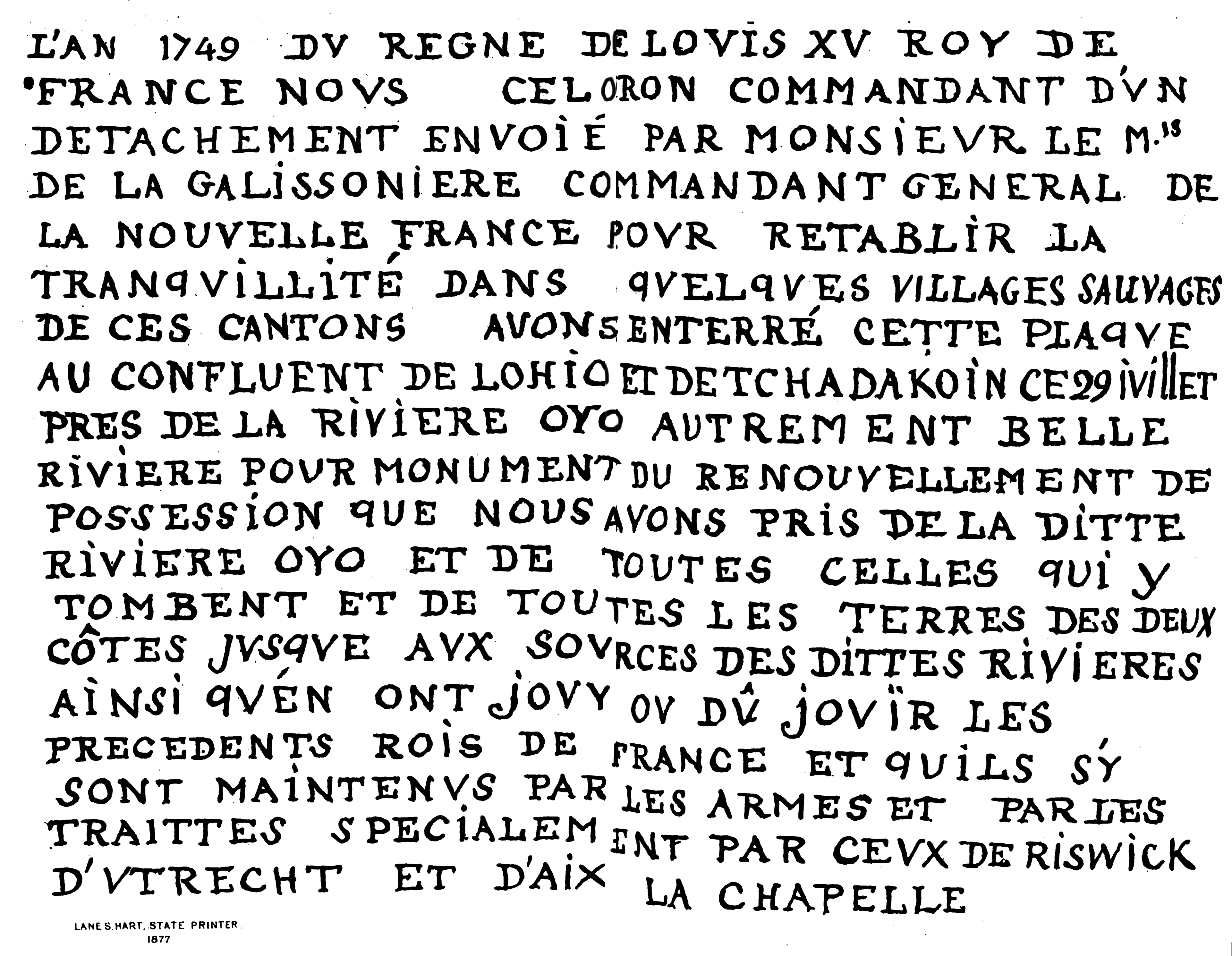
En 1749 l'explorateur français Pierre Joseph Céloron de Blainville affirme la souveraineté française sur la vallée de l'Ohio en enterrant au confluent de l'Ohio et de la Kanawha une plaque de plomb, dite « de Point Pleasant ». Voir photo

Durant cette campagne, Céloron de Blainville, dont la mission essentielle est d'affirmer la souveraineté française sur le bassin de l'Ohio, marque le territoire, à au moins six reprises, au moyen de plaques gravées aux Armes de France : à chaque fois, il fait clouer une plaque de cuivre sur un arbre et fait enterrer conjointement une plaque de plomb sur la rive du fleuve. Un procès-verbal est dressé à chaque fois. On peut en lire un exemplaire aux Archives du Ministère de la Marine, à Paris : « L'an 1749, nous Céloron, chevalier de l'Ordre Royal et Militaire de Saint Louis, commandant un détachement envoyé par ordre du Marquis de la Gallissonière, Gouverneur de la Nouvelle-France à l'Ohio, en la présence des principaux officiers du détachement, ai enterré ici une plaque de plomb, et en ce même lieu ai fixé à un arbre les Armes du Roi. En foi de quoi nous avons dressé, avec les officiers le présent Procès Verbal, en notre camp, le 18 août 1749. »
Trois plaques de plomb ont été retrouvées : deux en fort mauvais état, mais la troisième était bien conservée, celle de Point Pleasant, ville de Virginie-Occidentale située au confluent de l'Ohio et de la Kanawha.
Quant aux plaques de cuivre, elles sont rapidement arrachées des arbres par des Iroquois en colère. C'est le signe évident de l'échec de la mission de Céloron de Blainville,
Céloron de Blainville est, en effet, allé d'échec en échec sur le plan diplomatique. Les négociants anglais rencontrés sur les bords de l'Ohio ont refusé de rentrer chez eux, et n'ont pas fait grand cas de la lettre de protestation contre la violation du territoire français, que le commandant français leur a remise à destination du gouverneur de Pennsylvanie. Céloron de Blainville a eu ensuite la mauvaise surprise de constater que les Miamis, les Tsonnontouans (appelés aujourd'hui Senecas), et les Chaouanons (appelés aujourd'hui Shawnees) de la vallée de l'Ohio ont davantage pris le parti des Anglais qu'on ne le craignait à Québec. Il se heurte soit à leur indifférence, soit à une franche hostilité. En septembre, le chef miami Memeskia (dit La Demoiselle par les Français, et Old Briton par les Anglais) lui oppose une fin de non-recevoir. Quant à Orontony, il ne sera ni arrêté, ni châtié, mais il mourra de maladie un an plus tard, chez ses alliés de l'Ohio.
Si Céloron de Blainville, et son cartographe le père jésuite Joseph Pierre de Bonnecamps, ont la satisfaction d'avoir exploré ce vaste territoire en ne perdant qu'un seul homme, victime d'un accident de canoë, les renseignements que l'expédition rapporte indiquent clairement que le crédit de la France est au plus bas dans la contrée visitée, et que l'Ohio est perdu si l'on ne remédie pas rapidement à la situation. Le rapport de Céloron recommande donc l'installation de coûteux ouvrages militaires dans la vallée.

### Céloron au fort de Détroit
Après son retour, Céloron de Blainville est à nouveau chargé du commandement du fort du Détroit de 1750 à 1753. Ce fort est un peu une affaire de famille, ayant été cofondé, avec Antoine de Lamothe-Cadillac, par l'oncle de sa femme, Alphonse de Tonty, et qu'il allait être commandé de 1758 à 1760 par son cousin François-Marie Picoté de Belestre.
En attendant, dès 1751, le nouveau Gouverneur de la Nouvelle-France, Jacques-Pierre de Taffanel de La Jonquière, le charge d'une mission découlant directement du rapport alarmant de son expédition : il doit rapidement former une armée de Canadiens et d'alliés amérindiens, afin d'aller mater les nations récalcitrantes de la Belle Rivière, en particulier les Miamis de Memeskia. Mais Céloron refuse, arguant de la nécessité d'un minimum de 1 800 soldats, et de conséquences incalculables en cas d'échec. La mission sera finalement confiée, en 1752 au métis franco-outaouais Charles Michel de Langlade, qui la mènera à bien avec moins de 300 hommes : 30 Français et 210 Outaouais. Ces derniers feront cuire Memeskia et le mangeront . C'était le sort de très nombreux prisonniers de guerre dans ces contrées à cette époque.
Pendant ce temps, La Jonquière, irrité par le refus de Céloron de Blainville, et confortée par les plaintes des riverains du fort du Détroit, finit par obtenir son rappel.

### Aux commandes militaires de Montréal
Le gouverneur suivant, Michel-Ange Duquesne de Menneville, nomme Céloron de Blainville commandant militaire de Montréal et va appliquer les recommandations du rapport de l'expédition de l'Ohio, envoyant en 1753 une armée forte de 2 000 Franco-Canadiens et de 200 alliés Amérindiens, édifier une chaîne de forts dans la région de l'Ohio : Fort de la Presqu'île, Fort Le Boeuf (aujourd'hui Waterford en Pennsylvanie), et Fort Machault.

## Postérité
Les événements se précipiteront ensuite :
- les Virginiens confient au jeune colonel George Washington une mission de protestation contre l'existence de Fort Le Boeuf. Washington se voit opposer une fin de non-recevoir par Jacques Legardeur de Saint-Pierre, commandant du fort.
- le capitaine Trent édifie alors au confluent de la Monongahela et de l'Ohio un fortin anglais, aussitôt détruit par les Français, lesquels le remplacent par Fort Duquesne (aujourd'hui Pittsburgh, en Pennsylvanie).
- les Anglais renvoient, en 1754, Washington dans la région, accompagné du chef iroquois Tannaghrisson. S'ensuivent l'affaire désastreuse du massacre de Jumonville, et la malheureuse construction de Fort Necessity, vite rayé de la carte par les Français.
- débarque alors en provenance d'Angleterre la formidable armée du général Edward Braddock, laquelle marche sur Fort Duquesne, en 1755.

La guerre de Sept Ans (1756-1763) n'est pas encore déclarée en Europe, qu'elle a déjà commencée en Amérique, en tant que ce que les Canadiens appellent Guerre de la Conquête, conséquemment à l'application des recommandations de Céloron.
On ne sait rien de plus de la carrière de Céloron de Blainville, si ce n'est qu'il s'éteint, à Montréal, le 12 avril 1759, en pleine guerre de Sept Ans, sans s'être enrichi au service du Roi. Il ne verra pas la défaite française, ni la perte de la Nouvelle-France.

## Famille et descendance
Marié deux fois, à Marie-Madeleine Blondeau, puis à Catherine Eurry de La Pérelle, fille d'un officier de la Forteresse de Louisbourg, Jean-François Eurry de La Pérelle, Céloron avait eu 15 enfants dont 5 de son premier mariage : Pierre Joseph (né en 1726), Maurice Régis (né en 1728), Jean Baptiste (né en 1729), Madeleine-Susanne (1730-1731), Pierre Hyacinthe (né en 1732), Marie-Catherine (1744-1809), Pierre Joseph (né en 1747), Marie-Madeleine (1748-1768), François Marie (né en 1749), Marie-Victoire-Françoise(1750-1751), anonyme (1752), Paul-Louis (1753-1808), Marie-Charlotte (1754), Jacques-Philippe (1755) et Marie-Amable (1757).
Son fils aîné, Pierre Joseph, plusieurs fois blessé pendant la guerre de Sept Ans, rentrera en France avec le grade de capitaine. Sa seconde épouse, Catherine La Perelle entrera dans la congrégation des Sœurs de la Charité de Montréal, dites les Sœurs Grises.
Il reste aujourd'hui de l'expédition le long de l'Ohio une trace inattendue sur la carte des États-Unis : la ville de Celoron, au bord du Lac Chautauqua, dans l'État de New York.

## Note
Au début des années 1700, le nom Montréal (qui à l’origine désignait l'île) remplace peu à peu celui de Ville-Marie. « En 1713, le Gouvernement de Montréal s'étendait depuis l'ouest de Maskinongé et de Yamaska et se terminait à la limite des habitations, c'est-à-dire au fort Saint-Jean, à Châteauguay et à Vaudreuil ». 
Les Américains, qui considèrent à juste titre Céloron de Blainville comme faisant partie de leur histoire, se trompent souvent en l'appelant Celeron de Bienville. En l'occurrence, la confusion est double :
- avec Jean-Baptiste Le Moyne de Bienville, fondateur de La Nouvelle-Orléans et gouverneur de celle-ci ;
- avec le processeur Celeron, de la compagnie Intel.

### Biographies générales
- Biographie sur L’Encyclopédie de l’histoire du Québec / The Quebec History Encyclopedia, Marianopolis college
- Biographie sur le Dictionary of Canadian Biography Online, Universités de Toronto et Laval
- Biographie sur l'online encyclopedia de l'Ohio Historical Society
- Revue Généalogie et histoire des Caraïbes, GHC no 77, 12/1995

### L'expédition de Céloron de Blainville et ses suites
- L'expédition de Céloron sur l'Online encyclopedy of Ohio History Central
- "The Lead Plates", article de la West Virginia Division of Culture site
- Image d'une plaque de bronze, Virginia Historical Society
- Piqua Historical Area State Memorial (Mémorial du village de Memeskia)
- Article de Wikipedia sur Memeskia